# Тврдо непце
Тврдо непце (лат. pallatum durum) је структура која раздваја усну и носну дупљу. Тврдо непце чини предње 2/3 непца и има облик свода, који се позади наставља на меко непце. Састављено је од коштаног слоја, подслузокожног слоја и слузнице.

Коштани део тврдог непца чине две симетричне половине. Сваку од њих граде непчани наставак горње вилице и водоравни лист непчане кости. Предњи већи део коштане основе тврдог непца граде наставци десне и леве горње вилице који се спајају на средини образујући тзв. средишњи непчани шав (лат. sutura palatina mediana). Позади се они спајају са одговарајућим листом непчане кости и тако образују попречни непчани шав (лат. sutura palatina transversa). Десни и леви водоравни лист се такође спајају дуж средње линије и такође их повезује средишњи непчани шав.
Подслузокожни слој је слабије развијен у предњем делу и постепено постаје дебљи идући ка назад. Овај слој садржи масно ткиво и мале непчане пљувачне жлезде.
Слузокожа је добро развијена. У предњем делу је срасла са периостом коштаног слоја, али је у задњем делу тврдог непца одвојена од кости масним ткивом и жлездама.
Артерије тврдог непца су гранчице велике непчане артерије, а вене су притоке венског птеригоидног сплета. У оживчавању ове регије учествују велики непчани и носнонепчани живац.